# 슬픈 연가
《슬픈 연가》는 MBC에서 2005년 1월 5일부터 2005년 3월 17일까지 방송된 드라마이다. 이 드라마는 70억원의 제작비가 들었다. 한편, MC몽(장진표 역)이 해당 작품을 통해 처음으로 정극 드라마에 도전하기도 했다.

## 제작진
- 기획 - 김사현
- 극본 - 이성은
- 연출 - 유철용

## 등장 인물

### 주요 인물
- 권상우 : 서준영 / 최준규 역 (아역 유승호)
- 김희선 : 박혜인 역 (아역 최지은, 김소은)
- 연정훈 : 이건우 역 (아역 윤두관)
- 김연주 : 차화정 역 (아역 고아성)

### 서준영 주변 인물
- 이영하 : 최전일 역
- 나영희 : 서향자 역
- 신동현 : 장진표 역
- 이현우 : 장진호 역
- 강남길 : 차창만 역

### 박혜인 주변 인물
- 진희경 : 이미숙 역

### 이건우 주변 인물
- 조경환 : 이강인 역
- 이연수 : 이수지 역
- 이종원 : 오상진 역
- 이다희 : 강신희 역

### 차화정 주변 인물
- 이미영 : 황민경 역

### 그 외 인물
- 김효선 : 비서 역
- 임현식 : 신부님 역
- 홍석천 : 찰리 역
- 하석진 : 철수 역
- 정우 : 이민호 역
- 김은수
- 김희정
- 염재욱
- 오협
- 신동미
- 윤희주
- 양현태
- 김남길
- 안세미
- 이옥정
- 장남경
- 유정석
- 서성광
- 전수지

## 시청률
| 제1회                                   | 18.1% |
| 제2회                                   | 16.2% |
| 제3회                                   | 14.9% |
| 제4회                                   | 16.0% |
| 제5회                                   | 13.8% |
| 제6회                                   | 13.9% |
| 제7회                                   | 15.1% |
| 제8회                                   | 16.3% |
| 제9회                                   | 16.8% |
| 제10회                                  | 19.4% |
| 제11회                                  | 16.6% |
| 제12회                                  | 19.0% |
| 제13회                                  | 17.1% |
| 제14회                                  | 19.5% |
| 제15회                                  | 16.3% |
| 제16회                                  | 17.1% |
| 제17회                                  | 14.6% |
| 제18회                                  | 15.4% |
| 제19회                                  | 12.9% |
| 제20회                                  | 17.3% |
| 평균 시청률 16.3% (TNmS에서 조사하였다) |       |

## 참고 사항
- 이 드라마의 조연을 맡은 MC몽(장진표 역)은 훗날 불미스러운 일 탓인지 KBS·EBS[2]·MBC[3] 출연정지 명단에 올라야 했고 나중에는 SBS에서도 출연정지 명단에 올랐는데 김희선 (박혜인 역)의 전 드라마 출연작에 속한 SBS 요조숙녀를 통해 처음으로 고정 배역을 맡았던[4] 신정환은 MC몽이 그랬던 것처럼 불미스러운 일로 인해 모든 지상파 출연정지 명단에 올라야 했다.